# Spalacopus cyanus
Spalacopus cyanus é um gênero de roedor da família Octodontidae. É a única espécie do gênero Spalacopus. Endêmica do Chile, pode ser encontrada entre as latitudes de 27° e 36°S, em áreas costeiras e andinas.